# Facel Vega Excellence
O Facel Vega Excellence foi um automóvel francês apresentado no Paris Motor Show de outubro de 1956, era um sedã luxuoso de 4 portas com teto rígido. A produção do modelo começou em 1958, foi baseado no chassis alongado do Facel Vega FV coupé, foi o único modelo de quatro portas da companhia. A produção foi encerrada em 1964 com apenas 156 unidades produzidas, a quantidade pouca produzida é devido ao fato do alto preço do modelo, que com o valor pago por um exemplar daria para adquirir quatro modelos sedãs Citroën DS.
|  |